# André Lemoine (évêque)
Pour les articles homonymes, voir André Lemoine et Lemoine.
André Le Moine de Crécy, né à Crécy-en-Ponthieu et mort le 29 avril 1315, est un prélat français du XIVe siècle. Il est le frère du cardinal Lemoine.
André Le Moine est chanoine prémontré de Saint-Josse de Dommartin, lorsqu'il est élevé à l'épiscopat de Noyon en 1304. Il donne à son église la terre de Douilly qu'il avait acquise du seigneur de Ham.